# علی‌محمد لواسانی
میرزا علی‌محمد لواسانی (۱۲۲۱لواسان - ۱۲۹۹ ه‍. ق) فرزند میرزا حسینعلی متخلص به «صفا» از خوشنویسان سده سیزدهم در ایران است.
او برادر کوچک  میرزاجعفرحکیم‌الهی از عارفان و دانشمندان مشهور دوره سلطنت محمدشاه و ناصرالدین شاه قاجار بود. میرزا علی‌محمد در علوم و فنون مختلف سررشته داشت، شعر می‌گفت و «صفا» تخلص می‌کرد. وی از مشاهیر خوشنویسی عصر خود بود و خط شکسته نستعلیق را استادانه می‌نوشت. او به سال ۱۲۹۹ ه‍. ق در سن ۷۸ سالگی در تهران درگذشت و جنازه‌اش را به عتبات منتقل کردند. آثار خطی صفا نسبتاً زیاد است و در کتابخانه‌ها و مجموعه‌های خصوصی مختلف نگهداری می‌شود. نسخه‌ای از «خلاصة الحساب» اثر شیخ بهاءالدین محمد عاملی (شیخ بهائی) دانشمند قرن یازده به خط نستعلیق علی محمد لواسانی در کتابخانه مجلس شورای اسلامی موجود است، که تاریخ ۱۲۸۵ ه‍. ق را دارد.